# Svarta hingsten kommer tillbaka
Svarta hingsten kommer tillbaka (originaltitel: The Black Stallion Returns) är en amerikansk film av Robert Dalva och uppföljaren till Svarta hingsten. Den är producerad av Francis Ford Coppola, 1983.

## Handling
Svarta hingsten blir stulen och Alec (Kelly Reno) lämnar sin mamma (Teri Garr) och beger sig till Afrikas öken för att få tillbaka sin häst. Han träffar Raj (Vincent Spano) som hjälper Alec och tillsammans upplever de spännande äventyr på arabhästar och kameler i hettande öken.

## Om filmen
Filmen bygger på de berömda pojkromanerna av Walter Farley och är liksom den första filmen om Svarta hingsten välregisserad med vackra storslagna scener. Filmens handling skiljer sig dock mycket från bokens.